# أوليفر هانراهان
أوليفر هانراهان (بالإنجليزية: Oliver Hanrahan)‏ هو لاعب كرة قدم أسترالية أسترالي، ولد في 27 أغسطس 1998.

## وصلات خارجية
- أوليفر هانراهان على موقع AustralianFootball.com (الإنجليزية)
- أوليفر هانراهان على موقع AFLtables.com (الإنجليزية)